# Zorba, o Grego (filme)
Zorba the Greek (br/pt: Zorba, o Grego; em grego: Αλέξης Ζορμπάς; romaniz.: Alexis Zorbas) é um filme greco–estadunidense de 1964, baseado no romance homônimo de Nikos Kazantzakis.
O filme foi dirigido por Michael Cacoyannis e o personagem-título foi interpretado por Anthony Quinn — que não era grego, mas mexicano. O elenco incluiu Alan Bates como um visitante britânico. O tema, "Sirtaki", de Mikis Theodorakis, tornou-se famoso e popular como canção e dança (especialmente em festas).
O filme foi rodado na ilha grega de Creta. Lugares específicos incluem a cidade de Chania, a região de Apocórona, nomeadamente na península de Drápano, e a península de Acrotíri. A famosa cena onde o personagem interpretado por Quinn dança o Sirtaki foi rodada na praia do vilarejo de Stavros.
Zorba the Greek quase foi nomeado para o Oscar de melhor ator coadjuvante para o ator Sotiris Moustakas, mas acabou sendo rejeitado devido à sua participação curta demais. Na Grécia, o ator é felicitado pelo seu desempenho como o bobo da cidade. O filme foi distribuído pela 20th Century Fox.

## Elenco
- Anthony Quinn .... Alexis Zorba
- Alan Bates .... Basil
- Irene Pappás .... a viúva
- Líla Kédrova .... Madame Hortense
- Sotíris Moustákas .... Mimithos
- Ánna Kyriákou .... Soul
- Eléni Anousáki .... Lola
- Yórgo Voyágis .... Pavlo
- Tákis Emmanuel .... Manolakas
- George Foundas .... Mavrandoni

## Sinopse
Basil é um escritor greco-britânico que cresceu na Inglaterra e agora passa por uma crise de criatividade e quer ir para Creta, a terra natal de seu pai. Enquanto espera para embarcar no navio que o levará à ilha, cuja saída está atrasada por causa do mau tempo, ele conhece o Zorba, um grego simples e entusiasmado, com vários apelidos, segundo ele próprio conta (um deles é "Epidemia", pois espalharia o caos aonde passa). Zorba simpatiza com Basil e pede que ele o leve na viagem, como seu intérprete e talvez cozinheiro. Basil explica que pretende reabrir a mina de linhito de seu pai e quando Zorba conta que tinha experiência com mineração, Basil concorda com a sua companhia.
Ao chegarem ao vilarejo rural onde fica a mina, os dois instalam-se na pensão pomposamente chamada "Hotel Ritz", de Madame Hortense, uma ex-cortesã francesa e agora uma solitária mulher. Enquanto Zorba e Hortense se tornam amantes, Basil fica conhecendo "a viúva da janela", disputada por todos os homens do vilarejo que, contudo, os rejeita violentamente. Ao ver Basil ela se interessa por ele e Zorba percebe isso, mas o homem prefere ignorá-la e a toda e qualquer mulher e continuar com seu projeto de mineração.
Quando começam a trabalhar na mina, Zorba e Basil descobrem que as madeiras estão podres e tudo está prestes a desabar. Zorba percebe que precisam de madeira nova e avista o bosque no alto da montanha, que pertence a monges que vivem isolados. Zorba arranja forma de convencer os monges a autorizarem o derrube de árvores e tem a ideia de construir uma espécie de teleférico, que permitirá transportar os toros montanha abaixo, em alta velocidade. Basil concorda com o plano, que, se falhar, o deixará sem todas as suas economias e inviabilizará o seu futuro como empresário mineiro.

## Principais prêmios e indicações
Oscar 1965 (EUA)
- Vencedor nas categorias Melhor Atriz Coadjuvante (Líla Kédrova), Melhor Fotografia - Preto e Branco e Melhor Direção de Arte - Preto e Branco.
- Indicado nas categorias Melhor Filme, Melhor Diretor, Melhor Ator (Anthony Quinn) e Melhor Roteiro Adaptado.

Globo de Ouro 1965 (EUA)
- Indicado nas categorias Melhor Filme - Drama, Melhor Diretor, Melhor Ator - Drama (Anthony Quinn), Melhor Atriz Coadjuvante (Líla Kédrova) e Melhor Trilha Sonora.

BAFTA 1965 (Reino Unido)
- Indicado nas categorias Melhor Filme, Melhor Diretor, Melhor Ator Estrangeiro (Anthony Quinn) e Melhor Atriz Estrangeira (Líla Kédrova).